# Myliobatis peruvianus
Espèce
Synonymes
- Myliobatis peruanus Garman, 1913

Statut de conservation UICN

 DD  : Données insuffisantes
Myliobatis peruvianus est une espèce de raies de la famille des Myliobatidae.

## Distribution
Cette espèce se rencontre à proximité du Chili et du Pérou.

## Référence
- Garman, 1913 : The Plagiostomia (sharks, skates, and rays). Memoirs of the Museum of Comparative Zoology, vol. 36, p. 1-515.